# Euryitycythere
Euryitycythere is een geslacht van uitgestorven kreeftachtigen uit de klasse van de Ostracoda (mosselkreeftjes).

## Soorten
- Euryitycythere dorsicristata Wilkinson, 1978 †
- Euryitycythere parisiorum Oertli, 1959 †
- Euryitycythere subtilis Bartenstein & Brand, 1959 †
- Euryitycythere tubularae Baynova, 1965 †